# Platycheirus pennipes
Platycheirus pennipes är en tvåvingeart som beskrevs av Ohara 1980. Platycheirus pennipes ingår i släktet fotblomflugor, och familjen blomflugor. Inga underarter finns listade i Catalogue of Life.